# Bilge Tarhan
Bilge Tarhan (* 12. Februar 1941 in Adana; † 9. Oktober 2016 in Istanbul) war ein türkischer Fußballspieler. Er spielte seine gesamte Karriere für İstanbulspor, war an einigen wichtigen Erfolgen der Vereinshistorie beteiligt und wird daher von Vereins- und Fanseiten als einer der legendärsten Spieler der Vereinsgeschichte angesehen. Mit 227 Erstligaeinsätzen ist er der Spieler mit den drittmeisten Süper-Lig-Einsätzen und mit 58 Erstligatoren hinter seinem langjährigen Sturmpartner Koço Kasapoğlu der zweiterfolgreichster Torschütze der Vereinsgeschichte. Mit Kasapoğlu und İhsan Baydar bildete er über ein Jahrzehnt lang eines der erfolgreichsten Sturmgespanne des Vereins und des gesamten türkischen Fußball. Weil er neben seiner Fußballspielerkarriere auch erfolgreich an der İstanbul Teknik Üniversitesi Bauingenieurwesen studierte, wurde dieses Thema mehrmals von der Fachpresse aufgegriffen.

## Privates
Entgegen den meisten Angaben wurde Tarhan nicht in Karaman geboren, sondern am 12. Februar 1941 in Adana. Sein Vater war Beamter der türkischen Post und musste mit seiner Familie arbeitsbedingt mehrmals den Wohnort wechseln. So wurde Tarhan in Adana geboren und zog erst wenig später mit seiner Familie nach Karaman. Hier lebten sie bis 1948 und ließen sich dann im benachbarten und größeren Konya nieder. Hier machte sich seine sportliche Begabung bereits in der Schule bemerkbar. Im Sportunterricht gehörte er immer zu den Besten und kam auch mit dem Fußball in Kontakt. Sein Vater, der selber nicht studieren konnte und deswegen hohe Ansprüche an seinen Sohn hatte, sah im Fußballspielen eine sinnlose und für die Karriere seines Sohnes hinderliche Spielerei und verbot deshalb seinem Sohn diesen Sport. Da Tarhan bei jeder Gelegenheit trotzdem heimlich zum Fußballspielen floh, wurde er deswegen von seinem Vater mehrmals gezüchtigt. Tarhan ließ sich aber nicht vom Fußballspielen abbringen und spielte heimlich weiter.

## Karriere

### Verein
Tarhan erlernte das Fußballspielen als Straßenfußballer und begann seine Vereinskarriere als Teenager bei Konya Zaferspor. Hier machte er sich durch seine guten Leistungen in den Fußballkreisen Konyas bereits früh einen Namen. So bemühten die damals zwei größten und miteinander rivalisierenden Vereine Konya Gençlerbirliği und Konya İdman Yurdu sich um eine Verpflichtung Tarhans. Der reichere Verein İdman Yurdu wollte Tarhan neben seiner Fußballmannschaft auch in seinem Leichtathletik-Team einsetzen und boten ihm dafür 1000 Lira an. Aufgrund der Nähe des Trainingsgeländes İdman Yurdus zu Tarhans Wohnort hatte er bereits vorher mit der Fußballmannschaft trainiert und war mit einigen Spielern befreundet. Deswegen war Tarhan İdman Yurdus Angebot nicht abgeneigt. Vor seiner Zusage schaltete sich mit dem Zahnarzt Ali İhsan Alaybeyi ein Familienfreund und ein Vereinsmitglied Konya Gençlerbirliğis ein und überredete Tarhan, Gençlerbirliği beizutreten. Tarhan nahm zwar als Leichtathlet mit İdman Yurdu einmal an einem in Bursa stattfindendem Turnier teil, spielte aber nach der Rückkehr nach Konya fortan für Konya Gençlerbirliği, einem jener drei Vereine aus deren Fusion später Konyaspor hervorgegangen sein wird. Für Gençlerbirliği war er bis zum Ende seines Abiturs sowohl Fußball- als auch im Leichtathletik-Team aktiv. Nach dem Abitur entschied sich Tarhan dazu, nach Istanbul zu gehen und da an einer Universität eine Ingenieursdisziplin zu studieren. Damit wollte er den Wunsch seines Vaters erfüllen, der einige Jahre zuvor verstorben war.
So zog Tarhan 1959 nach Istanbul und begann an der renommierten İstanbul Teknik Üniversitesi ein Studium des Bauingenieurwesens. Neben seinem Studium wollte Tarhan auch hier weiterhin Fußball spielen. So versuchte er dem Verein Beşiktaş Istanbul beizutreten und trat deswegen mit einem Vereinsfunktionär in Kontakt. Tarhans vorheriger Verein Gençlerbirliği hatte die gleichen Vereinsfarben wie Beşiktaş, weshalb er für diesen Verein Sympathie hegte. Der Vereinsfunktionär räumte dem im Sturm spielenden Tarhan wenig Chancen ein, da Beşiktaş zu diesem Zeitpunkt mit Şenol Birol und Birol Pekel zwei der besten Stürmer im damaligen türkischen Fußball im Kader hatte. Außerdem verwies er auf den Umstand, dass bei Beşiktaş sehr viele Trainingseinheiten vorhanden waren und dieses Programm mit einem Studium nebenbei nicht zu bewältigen sei. Nach Istanbul wurde Tarhan von seinem Mentor Ali İhsan Alaybeyi begleitet. Dieser war Parteimitglied der CHP und war mit dem lokalen CHP-Fraktionsvorsitzender Ali Sohtorik befreundet und wandte sich mit Tarhan an diesen. Sohtorik spielte selbst in seiner Jugend erfolgreich bei İstanbulspor Fußball und war zu dieser Zeit auch Vereinspräsident. Hier wurde Tarhan ohne Bedenken und Einwände in den Mannschaftskader aufgenommen und erhielt einen Monatsgehalt von 250 Lira. Bei Istanbulspor spielte er erst überwiegend für den Vereinsnachwuchs. In der Nachwuchsmannschaft spielte er mit späteren Größen wie Nedim Doğan, Erkan Velioğlu und Yılmaz Urul und wurde wenig später für die türkische U-18-Nationalmannschaft nominiert. Er spielte in seiner ersten Saison, der 1959/60 auch für die Profimannschaft des Vereins und erzielte in sieben Ligaspielen drei Tore. Dabei schoss er sein erstes Tor gegen Beşiktaş, den Verein, die ihn zuvor abgelehnt hatten. Mit seiner zweiten Saison eroberte er einen Stammplatz. Hier gehörte er besonders in den drei Spielzeiten 1962/63, 1963/64 und 1964/65 zu jener Mannschaft İstanbulspors, in denen der Verein eine der stärksten Phasen seiner Vereinsgeschichte hatte. Hier wurde zwei Mal der 5. Tabellenplatz erreicht und in der Saison 1963/65 der 6. Tabellenplatz. In dieser Spielzeit wurde Tarhan mit 18 Toren gemeinsam mit Metin Oktay und hinter Güven Önüt, der 19 Tore erzielt hatte, Zweiter der Torschützenliste. Nach diesen drei erfolgreichen Jahren gehörte Tarhan zwar verletzungsbedingt ausgenommen immer der Stammelf an, spielte aber mit seinem Team eher gegen den Abstieg. Im Sommer 1967 stieg er auch mit seinem Verein in die Türkiye 2. Futbol Ligi, der damaligen 2. türkischen Spielklasse ab, erreichte aber mit der Zweitligameisterschaft 1967/68 den direkten Aufstieg in die 1. Lig. Nach der Erstligarückkehr spielte Tarhan mit seinem Team wieder in der oberen Tabellenhälfte mit.
Mit seinem Team nahm Tarhan im August 1971 am vorsaisonal und dieses Mal in Bursa gespielten Spor-Toto-Pokal teil. In diesem Turnier prallte Tarhan in der Partie vom 13. August 1971 gegen Göztepe Izmir mit seinem Gegenspieler Küçük Mehmet bei einem Kopfballduell zusammen und blieb nach den Zusammenprall bewusstlos liegen. Er erlitt eine Hirnblutung, befand sich lange im Koma und musste einer Gehirnoperation unterzogen werden. Nach einer langen Regenerationszeit nahm er zwar an einem Training teil, entschied sich aber direkt im Anschluss dazu, seine Karriere zu beenden.

### Nationalmannschaft
Tarhan startete seine Nationalmannschaftskarriere am 20. März 1960 mit einem Testspiel für die türkische U-18-Nationalmannschaft gegen die bulgarische U-18-Nationalmannschaft. In dieser Partie erzielte Tarhan alle drei Tore zum 3:0-Erfolg seiner Mannschaft. Anschließend folgten vier weitere U-18-Einsätze.
Im Sommer 1960 wurde Tarhan in den Kader der türkischen Olympiaauswahl berufen und nahm mit dieser an den Olympischen Sommerspielen 1960 teil. Hier absolvierte er alle drei Spiele seiner Mannschaft und erzielte dabei ein Tor.
1964 folgten vier Einsätze für die türkische U-21-Nationalmannschaft.

## Erfolge
Mit İstanbulspor
- Tabellenfünfter der Süper Lig: 1962/63, 1964/65
- Meister der TFF 1. Lig und Aufstieg in die Süper Lig: 1967/68

Mit der Türkischen Nationalmannschaft
- Teilnahme an den Olympischen Sommerspielen: 1960